# Jezioro Kownatki
Jezioro Kownatki – jezioro w Polsce, położone w województwie warmińsko-mazurskim, w powiecie nidzickim, w gminie Kozłowo, na obszarze Garbu Lubawskiego.

## Opis
Powierzchnia jeziora wynosi 217 ha, zaś głębokość maksymalna – 31 m. Jezioro ma długość 3km i szerokość 1,2 km. Nad jeziorem leży wieś Kownatki.